# Col de la Cayolle
Le col de la Cayolle est un col des Alpes du Sud en France, situé à 2 324 mètres d'altitude, à l'est du mont Pelat (3 051 m). Il permet de franchir une ligne de partage des eaux entre les départements des Alpes-Maritimes et des Alpes-de-Haute-Provence. Il est ouvert durant six à sept mois de l'année et permet ainsi de circuler  entre la vallée de l'Ubaye au nord, via la vallée du Bachelard, et la vallée du Var au sud. Il n'est pas déneigé de décembre à mai et est alors fermé à tout trafic.

## Étymologie
Une cayolle, dérivé de caille, caye, est un lieu rempli de cailloux, un terrain caillouteux.

## Géographie
Le col est dominé par quatre sommets : au nord-ouest par le Trou-de-l'Aigle (2 961 m), au sud-ouest par le sommet des Garrets (2 822 m), au sud-est par le synclinal perché de Roche Grande (2 752 m) et à l'est par la Tête de la Gypière (2 626 m). Vers le nord, il offre une vue sur l'auberge-refuge du parc national du Mercantour (ex-hôtel de la Bretonne) et sur la haute vallée du Bachelard, et au sud, sur la commune d'Entraunes avec le lac intermittent de la Cayolle et le val d'Entraunes jusqu'aux aiguilles de Pelens et au mont Saint-Honorat.

## Histoire

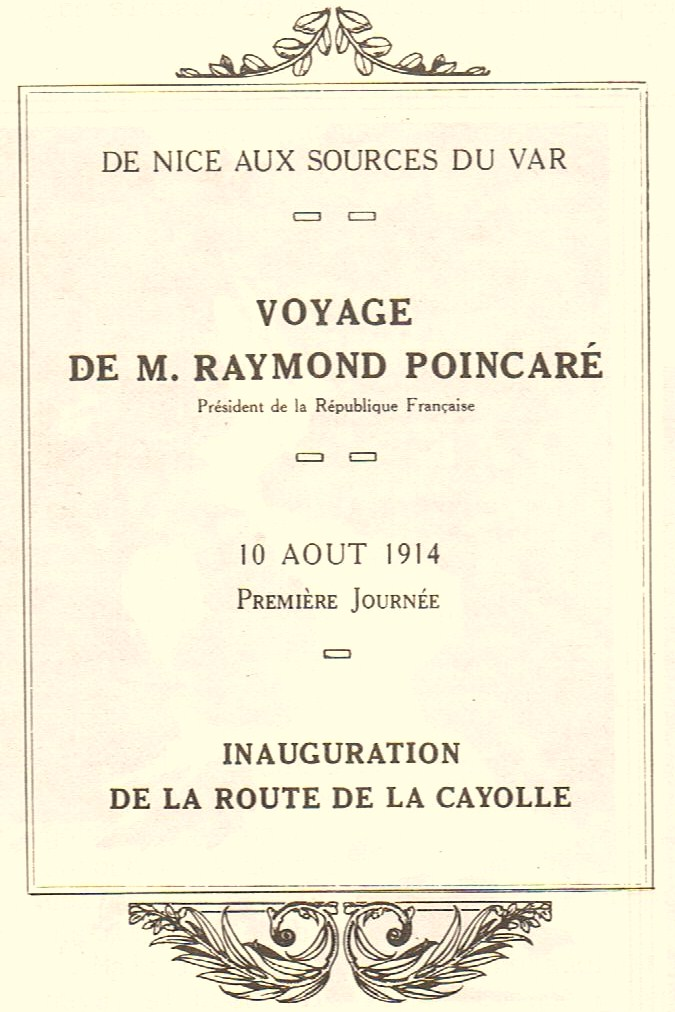
Pour l'inauguration officielle du 10 août 1914 par le Président de la République

Au début du XXe siècle, seul un sentier muletier relie alors Entraunes et la vallée du Haut-Var (au sud) à celle de l'Ubaye et à Barcelonnette (au nord). À la fin du XIXe siècle, Barcelonnette a été reliée au Queyras par la route stratégique du col de Vars qui suit au plus près la ligne de crête pour faire face à une éventuelle attaque italienne. Le village d'Entraunes, lui, n'a été atteint qu'en 1890 par le chemin de grande communication no 16 venant du chef-lieu de Guillaumes relié alors à Nice et à la Côte d'Azur par la route départementale no 2.
La décision de 1894 d'achever la liaison routière entre Nice et la vallée de l'Ubaye par Entraunes et le col de la Cayolle (et non par Saint-Étienne-de-Tinée) a été prise pour des raisons militaires. La loi du 28 décembre 1896 classe ainsi la future route dans la voirie nationale sous le no 210.
Le tronçon d'Entraunes au col de la Cayolle, sur 15 kilomètres, va être construit pour l'essentiel de 1907 à 1914 durant les mandats successifs de César-Ernest Payan – maire de 1907 à 1918 – qui en contrôla la réalisation du tracé sur le territoire de sa commune. Ce tronçon aurait dû être inauguré le 10 août 1914 par le Président de la République Raymond Poincaré qui fut retenu à Paris par l'entrée en guerre de la France.
La construction de la route passant par le col de la Cayolle déplace celui-ci de 300 m. Une ancienne borne frontière (entre la France et le royaume de Sardaigne) est située à l'emplacement de l'ancien col[source insuffisante]. Une borne marquant la limite entre les deux départements se trouve au col actuel.
La route d'Évian – Thonon-les-Bains  à Nice est déclarée d'utilité publique par la loi du 5 avril 1912. Elle est classée « route nationale 202 » le 16 décembre 1920 jusqu'à son déclassement au début des années 1970 en départementale 2202 dans les Alpes-Maritimes et en départementale 902 dans les Alpes-de-Haute-Provence.

## Cyclisme
Le col de la Cayolle a été franchi à trois reprises par le Tour de France et a été classé deux fois en 2e catégorie et une fois en 1re catégorie. Voici les coureurs qui ont franchi les premiers le col :
- 1950 : Jean Robic  France
- 1955 : Charly Gaul  Luxembourg
- 1973 : Vicente López Carril  Espagne

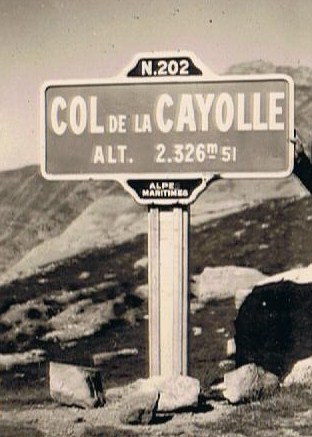
La signalétique en août 1948.
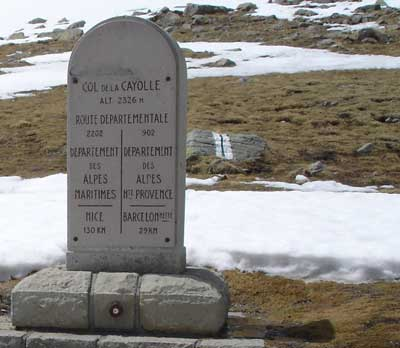
Borne interdépartementale.
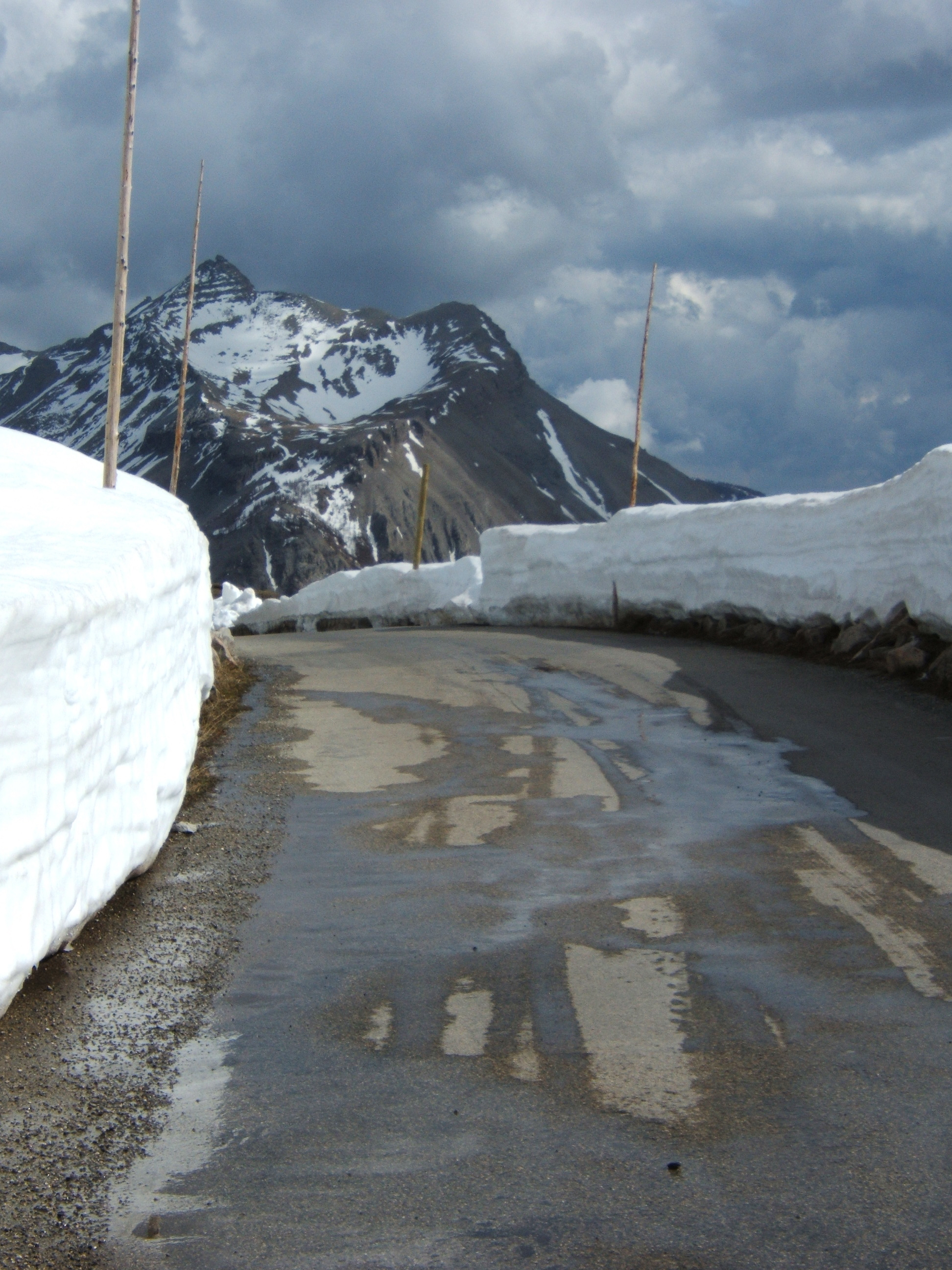
Le col de la Cayolle au printemps avec ses congères.
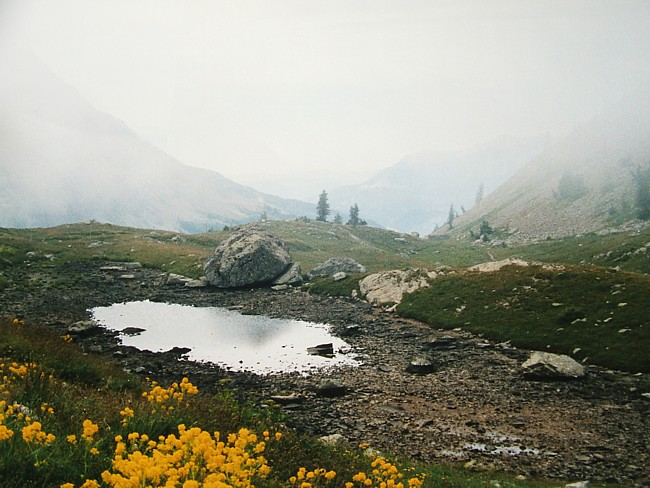
Lac intermittent à l'adret du col de la Cayolle.
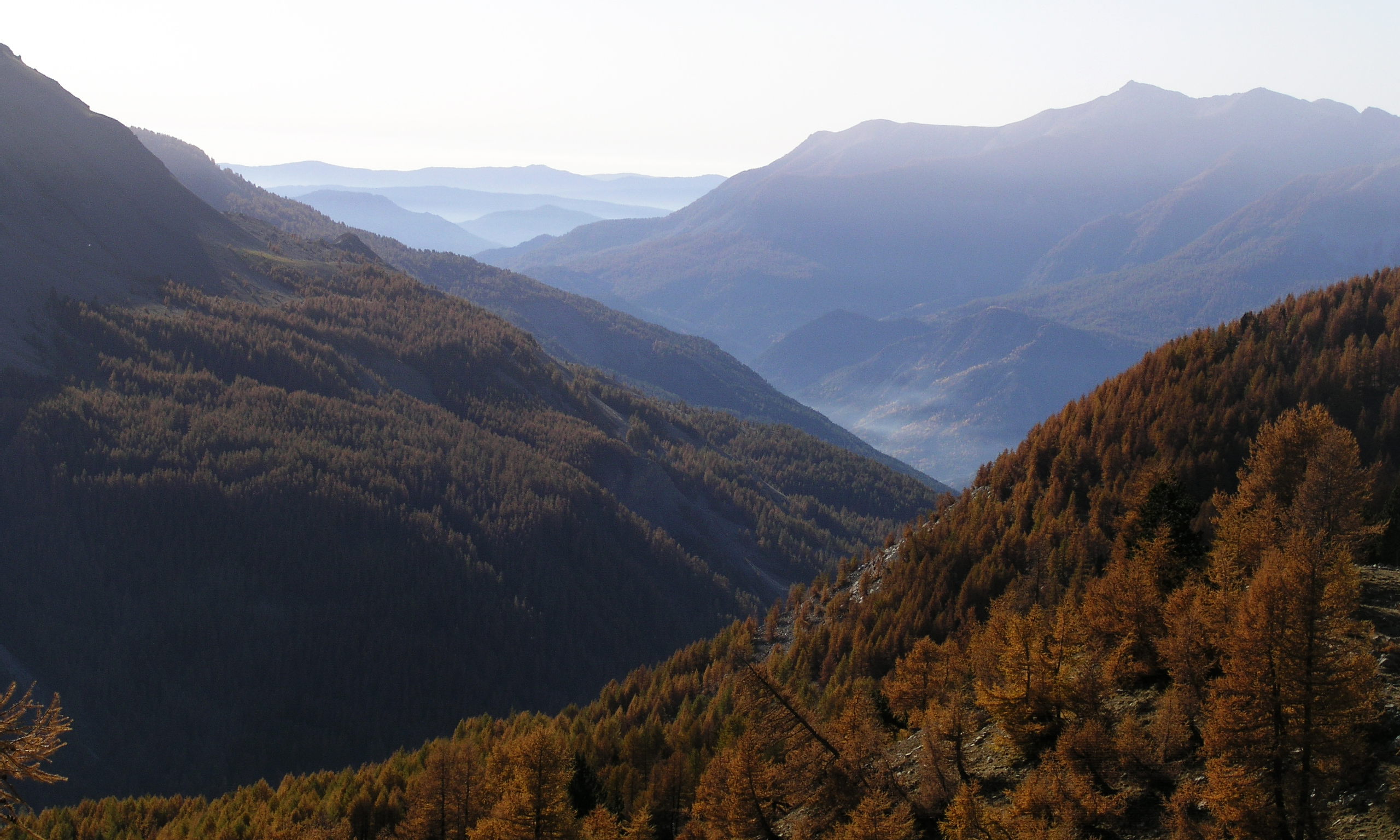
La vallée du Var depuis les environs du col.